# بريمية ذات الثنيتين
بريمية ذات الثنيتين (الاسم العلمي:Leptospira biflexa) هي نوع من البكتيريا تتبع جنس البريمية من فصيلة نظيرات البريمية.